# Titanosuchus
A Titanosuchus az emlősszerűek (Synapsida) osztályának Therapsida rendjébe, ezen belül a Titanosuchidae családjába tartozó nem.

## Tudnivalók
A Titanosuchus (magyarul: „förtelmes Titán krokodil”), egy dinocephalia therapsida volt, nem pedig egy krokodil. Az állat a középső permben élt, Dél-Afrika területén. Körülbelül 250 centiméter hosszú volt. A Titanosuchust rokonságba állították a Jonkeriával és a Moschopsszal. A két utóbbi állat ugyanazon a helyen és ugyanabban az időben élt, mint a Titanosuchus, vagyis Dél-Afrikában, 265 millió évvel ezelőtt, az úgynevezett capitani korszakban. A Titanosuchus ferox ragadozó életmódot folytatott, és lehet, hogy növényevő rokonaira és más kisebb gerincesekre vadászott. Az állat fogazata éles metszőfogakból és tőrszerű szemfogakból állt. Fogai alkalmasak voltak olyan állatok harapására, mint amilyen a Moschops. A Titanosuchus ellenfele a Titanophoneus lehetett, amely szintén egy ragadozó dinocephalia, de az utóbbi a mai Oroszország területén élt, így kevés esély volt arra, hogy a két állat találkozzon. A Titanosuchust nem kell összetéveszteni a szintén hasonló az Eotitanosuchus olsonival, mert ez egy másik családba tartozik.

## Rendszerezés
A nembe az alábbi fajok tartoztak:
- Titanosuchus cloetei
- Titanosuchus ferox

### Fordítás
- Ez a szócikk részben vagy egészben  a   Titanosuchus című angol Wikipédia-szócikk ezen változatának fordításán alapul.  Az eredeti cikk szerkesztőit annak laptörténete sorolja fel. Ez a jelzés csupán a megfogalmazás eredetét és a szerzői jogokat jelzi, nem szolgál a cikkben szereplő információk forrásmegjelöléseként.